# Dirhabdilaimus picei
Dirhabdilaimus picei är en rundmaskart. Dirhabdilaimus picei ingår i släktet Dirhabdilaimus och familjen Diplogasteroididae. Inga underarter finns listade i Catalogue of Life.